# Seznam evroposlancev iz Nemčije (1999–2004)
Seznam evroposlancev iz Nemčije' v mandatu 1999-2004.

## B
- Rolf Berend (Evropska ljudska stranka - Evropski demokrati)
- Reimer Böge (Evropska ljudska stranka - Evropski demokrati)
- Christian Ulrik von Boetticher (Evropska ljudska stranka - Evropski demokrati)
- Hiltrud Breyer (Skupina Zelenih-Evropska svobodna zveza)
- André Brie (Evropska združena levica – Zelena nordijska levica)
- Elmar Brok (Evropska ljudska stranka - Evropski demokrati)
- Hans Udo Bullmann (Stranka evropskih socialistov)

## C
- Ozan Ceyhun (Stranka evropskih socialistov)

## D
- Garrelt Duin (Stranka evropskih socialistov)

## F
- Markus Ferber (Evropska ljudska stranka - Evropski demokrati)
- Christel Fiebiger (Evropska združena levica – Zelena nordijska levica)
- Karl-Heinz Florenz (Evropska ljudska stranka - Evropski demokrati)
- Ingo Friedrich (Evropska ljudska stranka - Evropski demokrati)

## G
- Michael Gahler (Evropska ljudska stranka - Evropski demokrati)
- Evelyne Gebhardt (Stranka evropskih socialistov)
- Norbert Glante (Stranka evropskih socialistov)
- Anne-Karin Glase (Evropska ljudska stranka - Evropski demokrati)
- Lutz Goepel (Evropska ljudska stranka - Evropski demokrati)
- Willi Görlach (Stranka evropskih socialistov)
- Alfred Gomolka (Evropska ljudska stranka - Evropski demokrati)
- Friedrich-Wilhelm Graefe zu Baringdorf (Skupina Zelenih-Evropska svobodna zveza)
- Lissy Gröner (Stranka evropskih socialistov)

## H
- Klaus Hänsch (Stranka evropskih socialistov)
- Jutta D. Haug (Stranka evropskih socialistov)
- Ruth Hieronymi (Evropska ljudska stranka - Evropski demokrati)
- Magdalene Hoff (Stranka evropskih socialistov)

## J
- Georg Jarzembowski (Evropska ljudska stranka - Evropski demokrati)
- Elisabeth Jeggle (Evropska ljudska stranka - Evropski demokrati)
- Karin Jöns (Stranka evropskih socialistov)
- Karin Junker (Stranka evropskih socialistov)
- Martin Kastler (Evropska ljudska stranka - Evropski demokrati)

## K
- Sylvia-Yvonne Kaufmann (Evropska združena levica – Zelena nordijska levica)
- Hedwig Keppelhoff-Wiechert (Evropska ljudska stranka - Evropski demokrati)
- Margot Kessler (Stranka evropskih socialistov)
- Heinz Kindermann (Stranka evropskih socialistov)
- Ewa Klamt (Evropska ljudska stranka - Evropski demokrati)
- Christa Klass (Evropska ljudska stranka - Evropski demokrati)
- Karsten Knolle (Evropska ljudska stranka - Evropski demokrati)
- Dieter-Lebrecht Koch (Evropska ljudska stranka - Evropski demokrati)
- Christoph Werner Konrad (Evropska ljudska stranka - Evropski demokrati)
- Constanze Angela Krehl (Stranka evropskih socialistov)
- Wolfgang Kreissl-Dörfler (Stranka evropskih socialistov)
- Wilfried Kuckelkorn (Stranka evropskih socialistov)
- Helmut Kuhne (Stranka evropskih socialistov)

## L
- Bernd Lange (Stranka evropskih socialistov)
- Werner Langen (Evropska ljudska stranka - Evropski demokrati)
- Brigitte Langenhagen (Evropska ljudska stranka - Evropski demokrati)
- Armin Laschet (Evropska ljudska stranka - Evropski demokrati)
- Kurt Lechner (Evropska ljudska stranka - Evropski demokrati)
- Klaus-Heiner Lehne (Evropska ljudska stranka - Evropski demokrati)
- Jo Leinen (Stranka evropskih socialistov)
- Peter Liese (Evropska ljudska stranka - Evropski demokrati)
- Rolf Linkohr (Stranka evropskih socialistov)

## M
- Erika Mann (Stranka evropskih socialistov)
- Thomas Mann (Evropska ljudska stranka - Evropski demokrati)
- Helmuth Markov (Evropska združena levica – Zelena nordijska levica)
- Hans-Peter Mayer (Evropska ljudska stranka - Evropski demokrati)
- Xaver Mayer (Evropska ljudska stranka - Evropski demokrati)
- Winfried Menrad (Evropska ljudska stranka - Evropski demokrati)
- Hans Modrow (Evropska združena levica – Zelena nordijska levica)
- Peter Michael Mombaur (Evropska ljudska stranka - Evropski demokrati)
- Rosemarie Müller (Stranka evropskih socialistov)

## N
- Hartmut Nassauer (Evropska ljudska stranka - Evropski demokrati)
- Angelika Niebler (Evropska ljudska stranka - Evropski demokrati)

## P
- Doris Pack (Evropska ljudska stranka - Evropski demokrati)
- Wilhelm Ernst Piecyk (Stranka evropskih socialistov)
- Hans-Gert Pöttering (Evropska ljudska stranka - Evropski demokrati)
- Bernd Posselt (Evropska ljudska stranka - Evropski demokrati)

## Q
- Godelieve Quisthoudt-Rowohl (Evropska ljudska stranka - Evropski demokrati)

## R
- Alexander Radwan (Evropska ljudska stranka - Evropski demokrati)
- Christa Randzio-Plath (Stranka evropskih socialistov)
- Bernhard Rapkay (Stranka evropskih socialistov)
- Dagmar Roth-Behrendt (Stranka evropskih socialistov)
- Mechtild Rothe (Stranka evropskih socialistov)
- Willi Rothley (Stranka evropskih socialistov)
- Heide Rühle (Skupina Zelenih-Evropska svobodna zveza)

## S
- Jannis Sakellariou (Stranka evropskih socialistov)
- Ursula Schleicher (Evropska ljudska stranka - Evropski demokrati)
- Gerhard Schmid (Stranka evropskih socialistov)
- Ingo Schmitt (Evropska ljudska stranka - Evropski demokrati)
- Horst Schnellhardt (Evropska ljudska stranka - Evropski demokrati)
- Ilka Schröder (Evropska združena levica – Zelena nordijska levica)
- Jürgen Schröder (Evropska ljudska stranka - Evropski demokrati)
- Elisabeth Schroedter (Skupina Zelenih-Evropska svobodna zveza)
- Martin Schulz (Stranka evropskih socialistov)
- Konrad K. Schwaiger (Evropska ljudska stranka - Evropski demokrati)
- Renate Sommer (Evropska ljudska stranka - Evropski demokrati)
- Gabriele Stauner (Evropska ljudska stranka - Evropski demokrati)
- Ulrich Stockmann (Stranka evropskih socialistov)

## T
- Diemut R. Theato (Evropska ljudska stranka - Evropski demokrati)

## U
- Feleknas Uca (Evropska združena levica – Zelena nordijska levica)

## W
- Ralf Walter (Stranka evropskih socialistov)
- Barbara Weiler (Stranka evropskih socialistov)
- Brigitte Wenzel-Perillo (Evropska ljudska stranka - Evropski demokrati)
- Rainer Wieland (Evropska ljudska stranka - Evropski demokrati)
- Karl von Wogau (Evropska ljudska stranka - Evropski demokrati)
- Joachim Wuermeling (Evropska ljudska stranka - Evropski demokrati)

## Z
- Jürgen Zimmerling (Evropska ljudska stranka - Evropski demokrati)
- Sabine Zissener (Evropska ljudska stranka - Evropski demokrati)